# Micro
Micro é um Prefixo do Sistema Internacional de Unidades denotando um fator de 10−6 (um milionésimo). O símbolo para este é o (µ).
Confirmado em 1960, o prefixo vem do grego μικρός (transliterado: mikros), significando pequeno.
Comumente, o prefixo significa "muito pequeno".